# Thomas Moukoro

a Compétitions nationales et continentales officielles uniquement.

b Matchs officiels uniquement.
Dernière mise à jour le 16 juin 2025.
Thomas Moukoro, né le 1er janvier 2002 à Paris, est un joueur français de rugby à XV évoluant au poste de pilier gauche.

## Biographie

### Jeunesse et formation
Thomas Moukoro naît à Paris, mais est d'origine camerounaise. Il est formé au Racing 92, où il commence la pratique du rugby à XV en 2016. Il passe également par le pôle espoirs du lycée Lakanal en Île-de-France.
En 2019, il représente l'équipe de France des moins de 18 ans, et dispute les International U18 Series en Afrique du Sud,. 
Durant le mois de novembre 2020, la FFR annonce qu'il fait partie du groupe Pôle France pour la saison 2020-2021.
En 2021, il représente la sélection française des moins de 20 ans lors du Tournoi des Six Nations junior. Il joue deux matchs lors du tournoi. À nouveau sélectionné l'année suivante, il joue quatre rencontres à l'occasion du Tournoi 2022,. Il participe ensuite aux Summer Series en Italie, jouant quatre matchs, avant d'écoper d'un carton rouge pour un placage dangereux lors du match pour la cinquième place face à la Géorgie,. En plus du carton rouge, il reçoit une suspension de trois matchs.
Avec le Racing, alors qu'il joue encore en espoirs, il prolonge son contrat avec le club francilien jusqu'en 2025, en juin 2022.

### Début de carrière
Thomas Moukoro joue son premier match professionnel le 4 février 2023, en tant que remplaçant à l'occasion d'un déplacement à Pau. Il marque son premier essai un mois plus tard, lors d'un match à domicile contre le Stade toulousain. Il est titulaire pour la première fois avec le club francilien le 1er avril 2023 lors du huitième de finale de Challenge Cup contre les Lions, et inscrit un doublé malgré la défaite de son équipe.
Mi-janvier 2024, étant en manque de temps de jeu, il est prêté au RC Vannes en Pro D2.
En janvier 2025, le Lyon olympique universitaire a annoncé la signature du jeune pilier à compter de la saison 2025-2026.